# Jarosław Podlesnych
Jarosław Igoriewicz Podlesnych (ros. Ярослав Игоревич Подлесных; ur. 3 września 1994) – rosyjski siatkarz, grający na pozycji przyjmującego. 

## Sukcesy klubowe
Mistrzostwo Rosji:
- 2019, 2021
- 2020

Superpuchar Rosji:
- 2019, 2021

Puchar Rosji:
- 2020

Puchar CEV:
- 2021

## Sukcesy reprezentacyjne
Liga Narodów:
- 2018, 2019

Igrzyska Olimpijskie:
- 2020